# Platymetopius breviceps
Platymetopius breviceps är en insektsart som beskrevs av Lindberg 1927. Platymetopius breviceps ingår i släktet Platymetopius och familjen dvärgstritar. Inga underarter finns listade i Catalogue of Life.